# Szynawszczyzna
Szynawszczyzna – dawna kolonia. Tereny na których leżała znajdują się obecnie na Białorusi, w obwodzie witebskim, w rejonie postawskim, w sielsowiecie Nowosiółki.

## Historia
W czasach zaborów w granicach Imperium Rosyjskiego.
W dwudziestoleciu międzywojennym wieś a następnie kolonia leżała w Polsce, w województwie wileńskim, w powiecie duniłowickim (od 1926 postawskim), w gminie Mańkowicze (od 1927 gmina Hruzdowo).
Według Powszechnego Spisu Ludności z 1921 roku zamieszkiwało tu 98 osób, wszystkie były wyznania rzymskokatolickiego. Jednocześnie 96 mieszkańców zadeklarowało polską a 2 białoruską przynależność narodową. Było tu 17 budynków mieszkalnych. W 1931 w 16 domach zamieszkiwało 77 osób.
Miejscowość należała do parafii rzymskokatolickiej w Hruzdowie. Podlegała pod Sąd Grodzki w Postawach i Okręgowy w Wilnie; właściwy urząd pocztowy mieścił się w Hruzdowie.